# Metaphareus albimanus
Genre
Espèce
Metaphareus albimanus, unique représentant du genre Metaphareus, est une espèce d'opilions laniatores de la famille des Stygnidae.

## Distribution
Cette espèce est endémique du département de Tolima en Colombie. Elle se rencontre vers Aguacatal.

## Description
Le mâle holotype mesure 5,5 mm.

## Publication originale
- Roewer, 1912 : « Beitrag zur Kenntnis der Weberknechte Kolumbiens. Voyage d'exploration scientifique en Colombie. » Mémoires de la Société neuchâteloise des Sciences naturelles, vol. 5, no 2, p. 139–159 (texte intégral).